# This Is It (album de Michael Jackson)
This Is It este un album compilație, a cântărețului american Michael Jackson, care coincide cu lansarea Michael Jackson's This Is It, un film documentar american ce conține repetițiile lui Michael Jackson, atât pe scenă cât și în culise, pentru turneul „This is it”.
Albumul a fost lansat la nivel internațional la 26 octombrie, precum și în America de Nord, pe 27 octombrie, 2009.
Pe 5 martie 2009, Michael a anunțat că, începând cu 8 iulie 2009, va susține un turneu de 10 concerte, numǎrul ajungând mai târziu la 50 — turneu intitulat: „This Is It”. Concertele urmau să aibă loc în Arena 02 din Londra. El a explicat "Vreau doar să spun că acestea vor fi ultimele mele concerte în Londra. Când spun ultimele, vorbesc serios", adăugând că „ultima cortină va cădea”. Cu toate acestea, Jackson a suferit stop cardiac și a murit în Los Angeles, California pe 25 iunie 2009, doar două săptămâni înainte ca seria concertelor să înceapă.

## Informații Album
Primul disc al albumului va conține câteva dintre versiunile originale ale celor mai cunoscute melodii ale lui Michael, aranjate în aceeași ordine ca în film. Ultimele două piese de pe acest disc vor fi două versiuni diferite ale noului single "This is it". Această melodie va putea fi auzită și la finalul filmului și include vocile fraților lui Michael.
Discul doi va conține versiuni nelansate ale câtorva dintre cele mai cunoscute melodii ale lui Jackson și poezia "Planet Earth" (Planeta Pământ) rostită de Michael, Albumul "This Is It" va conține și o cărticică de 36 pagini, incluzând fotografii ale lui Michael din timpul repetiților pentru turneul "This Is It".

## Conținut
Lista melodiilor incluse în album este:

(Disc 1)
1. „Wanna Be Startin' Somethin” — 8:00
2. „Jam” — 5:38
3. „They Don't Care About Us” — 4:43
4. „Human Nature” — 4:06
5. „Smooth Criminal” — 4:17
6. „The Way You Make Me Feel” — 4:58
7. „Shake Your Body” — 7:58
8. „I Just Can't Stop Loving You”  — 4:25
9. „Thriller”  — 5:57
10. „Beat It” — 4:18
11. „Black or White”  — 4:15
12. „Earth Song”  — 6:46
13. „Billie Jean”  — 4:53
14. „Man in the Mirror”  — 4:59
15. „This Is It (Album Version)”  — 3:37
16. „This Is It (Orchestra Version)”  — 4:55

(Disc 2)
1. „She's Out of My Life (Demo)”  — 3:37
2. „Wanna Be Startin' Somethin' (Demo)”  — 4:59
3. „Beat It (Demo)”
4. „Planet Earth (Poem)”

## Lansare
| Țara      | Data              | Casă             |
| --------- | ----------------- | ---------------- |
| Germania  | 26 octombrie 2009 | Sony Music       |
| Mexic     | 26 octombrie 2009 | Sony Music       |
| Anglia    | 26 octombrie 2009 | Sony Music       |
| Italia    | 27 octombrie 2009 | Sony Music       |
| Hong Kong | 27 octombrie 2009 | Sony Music       |
| SUA       | 27 octombrie 2009 | Epic Records     |
| Japonia   | 28 octombrie 2009 | Sony Music Japan |
| Australia | 30 octombrie 2009 | Sony Music       |